# Shunsuke Ueda
Shunsuke Ueda (植田 峻佑 Ueda Shunsuke?, nacido el 4 de abril de 1988 en Chiba) es un futbolista japonés que se desempeña como guardameta.

## Trayectoria

### Clubes
| Club                | País  | Año         |
| ------------------- | ----- | ----------- |
| Fukushima United FC | Japón | 2011        |
| Kagoshima United FC | Japón | 2012 - 2017 |

## Estadística de carrera

### J. League
| Club                | Año   | J. League | J. League | Copa J. League | Copa J. League | Total | Total |
| Club                | Año   | Part.     | Goles     | Part.          | Goles          | Part. | Goles |
| ------------------- | ----- | --------- | --------- | -------------- | -------------- | ----- | ----- |
| Kagoshima United FC | 2016  | 1         | 0         | -              | -              | 1     | 0     |
| Kagoshima United FC | 2017  | 0         | 0         | -              | -              | 1     | 0     |
| Total               | Total | 1         | 0         | 0              | 0              | 1     | 0     |